# Brawn GP
La Brawn GP è stata una scuderia di Formula 1 con sede nella città di Brackley, in Inghilterra, attiva esclusivamente durante la stagione 2009.
La scuderia fu fondata il 6 marzo 2009, dalle ceneri dell'Honda Racing F1 Team, dopo essere stata acquisita dall'ingegner Ross Brawn. Composta dagli esperti Jenson Button e Rubens Barrichello, la squadra vinse sia la classifica costruttori che la classifica piloti (Button), divenendo l'unico team nella storia della Formula 1 ad aver conquistato entrambi i titoli in tutte le stagioni disputate.
Il 16 novembre 2009 Brawn GP è stata acquisita dalla Daimler, confluendo poi in Mercedes AMG.

## Storia

### Acquisizione e fondazione
Il 4 dicembre 2008 vi fu l'annuncio da parte della Honda dell'abbandono della Formula 1 e la messa in vendita della scuderia. Il team fu fondato il 6 marzo 2009, dopo che vi era stata la conferma che Ross Brawn, l'ex team principal della Honda, aveva perfezionato l'acquisto della scuderia stessa. In occasione del Gran Premio del Giappone un ex dirigente della Honda rivelò che il passaggio di proprietà della scuderia era avvenuto per la cifra simbolica di una sterlina. La nuova squadra presentò la sua vettura (la Brawn BGP 001, costruita in base ai progetti già preparati dalla Honda) il 6 marzo 2009 sul circuito di Barcellona: la carrozzeria era in larga parte bianca, con inserti gialli e neri, nonché completamente spoglia di sponsor (fatto salvo il marchio del fornitore unico di pneumatici della F1 Bridgestone sul musetto). La Brawn montava sulle sue vetture motori Mercedes ed aveva ingaggiato entrambi gli ex piloti della Honda, Jenson Button e Rubens Barrichello.

### Dominio all'esordio

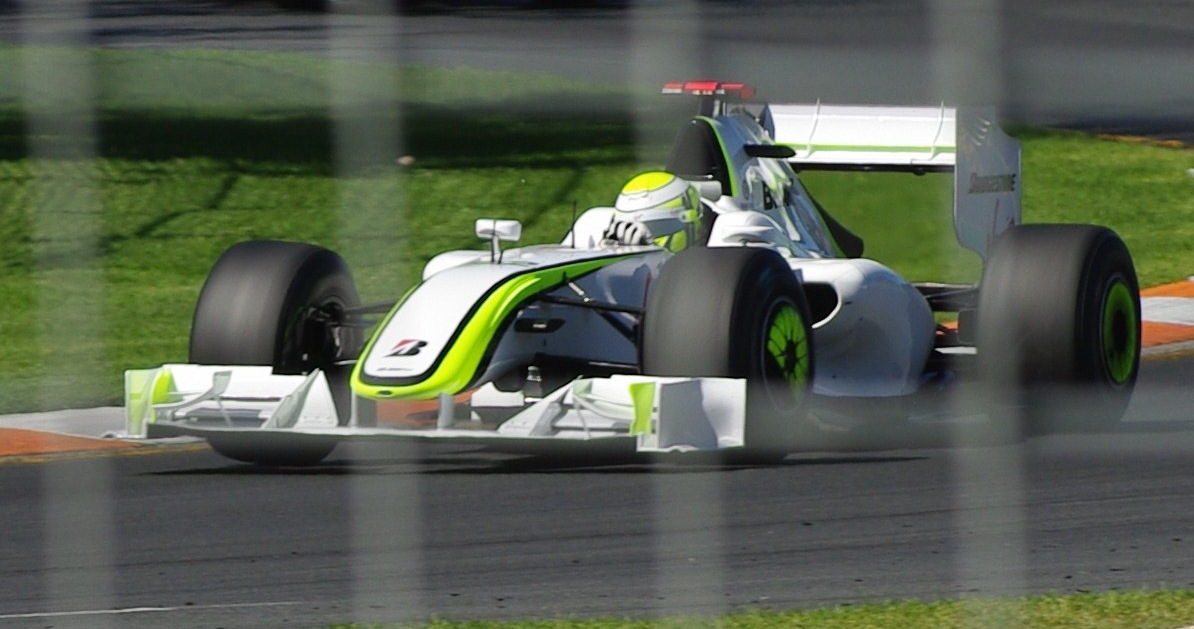
Jenson Button durante il Gran Premio d'Australia del 2009

Sin dai primi test effettuati sul circuito di Barcellona, la neo scuderia di Formula 1 si piazzò ripetutamente davanti alle sue concorrenti (Ferrari, Toyota, Williams, Red Bull), suscitando molto stupore e polemiche, soprattutto legate ad una presunta irregolarità del diffusore posteriore, la cui paternità è attribuibile a Jörg Zander e Loïc Bigois, che pareva essere la sua principale fonte di competitività.
La scuderia rigettò le accuse, che tuttavia spinsero la Federazione Internazionale dell'Automobile ad effettuare dei controlli sulle vetture Brawn e su quelle delle scuderie che avevano effettuato i test pre-stagionali, eccetto la Red Bull e la Ferrari. Il 26 marzo, in una riunione tenutasi a Melbourne, la FIA dichiarò insussistenti tutte le accuse di irregolarità.
Già a partire dalla prima gara in Australia, la scuderia riuscì ad ottenere una sponsorizzazione stabile, apponendo sulle sue macchine il marchio della Virgin di Richard Branson, poco dopo affiancato da quello della Henri Lloyd, azienda tessile britannica, e dalla banca MIG Bank. Vari altri sponsor sono poi apparsi temporaneamente sulla carrozzeria delle vetture Brawn: durante il Gran Premio di Spagna vi fu la sponsorizzazione del film Terminator Salvation, a Singapore sulle fiancate fu apposto il marchio Canon, in Brasile apparvero i loghi Mapfre, Itaipava, Banco do Brasil, TNT Energy Drink, ad Abu Dhabi fu la volta della Qatar Telecom.
Le prime prove libere della stagione videro una conferma di quanto accaduto nei test: le Brawn si dimostrarono velocissime, issandosi in testa alla classifica a scapito dei top team, e dando adito a polemiche ancor più violente sulle soluzioni tecniche adottate.
Nelle qualificazioni del primo GP stagionale, in Australia, Jenson Button, seguito in prima fila dal compagno di squadra Barrichello, conquistò la prima pole della storia della Brawn GP al suo primo gran premio. Tale evento non accadeva dal 1970, quando Jackie Stewart fece il miglior tempo nelle qualifiche del Gran Premio del Canada con l'esordiente Tyrrell.. Alla pole position seguì la prima vittoria, con tanto di doppietta: 1º posto di Jenson Button e 2º posto di Rubens Barrichello. Il giorno seguente fu diramata la notizia che, nonostante il successo ottenuto nella prima gara del circus, sarebbe stato necessario licenziare circa 270 dipendenti della squadra, per cercare di limitare al massimo i costi di gestione della scuderia.
Nelle qualifiche del sabato a Sepang, in occasione della seconda gara del mondiale, Jenson Button riuscì a conquistare la pole position. Il suo compagno di squadra Rubens Barrichello ottenne la quarta posizione, ma dovette retrocedere di 5 piazze nella griglia di partenza in virtù della sostituzione del cambio effettuata il venerdì.
Nella gara di domenica Button, grazie ad una buona strategia e ad un'eccezionale pioggia monsonica, riuscì ad ottenere la seconda vittoria consecutiva, con la pecca di aver ottenuto solo 5 punti iridati, in quanto la gara fu fermata prima dei 3/4 di completamento, limite minimo per l'attribuzione del punteggio intero. Barrichello si classificò quinto.
La Brawn, al termine del secondo Gran Premio della stagione, aveva i suoi due piloti in testa nel mondiale, con Button a quota 15 punti e Barrichello a 10 punti, ed era essa stessa in testa alla classifica costruttori, con 25 punti.
Il 15 aprile la FIA respinse il ricorso contro la presunta irregolarità dei diffusori, mantenendo così la situazione inalterata. Quattro giorni dopo, le due monoposto, nel diluvio di Shanghai, andarono ancora a punti. Nella quarta gara della stagione, in Bahrain, Jenson Button conquistò la terza vittoria per la scuderia, e 2 settimane dopo il pilota di Frome si ripeté a Montmeló davanti a Barrichello, e la stessa cosa accadde a Montecarlo. Al Nürburgring, per la prima volta nella stagione, le Brawn non salirono sul podio, con Button che finì 5º e Barrichello 6°. Peggio ancora all'Hungaroring dove le 2 vetture britanniche arrivarono 7° e 10°. In tal modo, sia i piloti che la squadra si fecero avvicinare pericolosamente nelle classifiche iridate dalla Red Bull e da Sebastian Vettel. A Valencia la Brawn si riprese e conquistò la vittoria con Barrichello e 2 punti con Button, piazzato 7º. A Spa invece il solo Barrichello andò a punti (settimo).

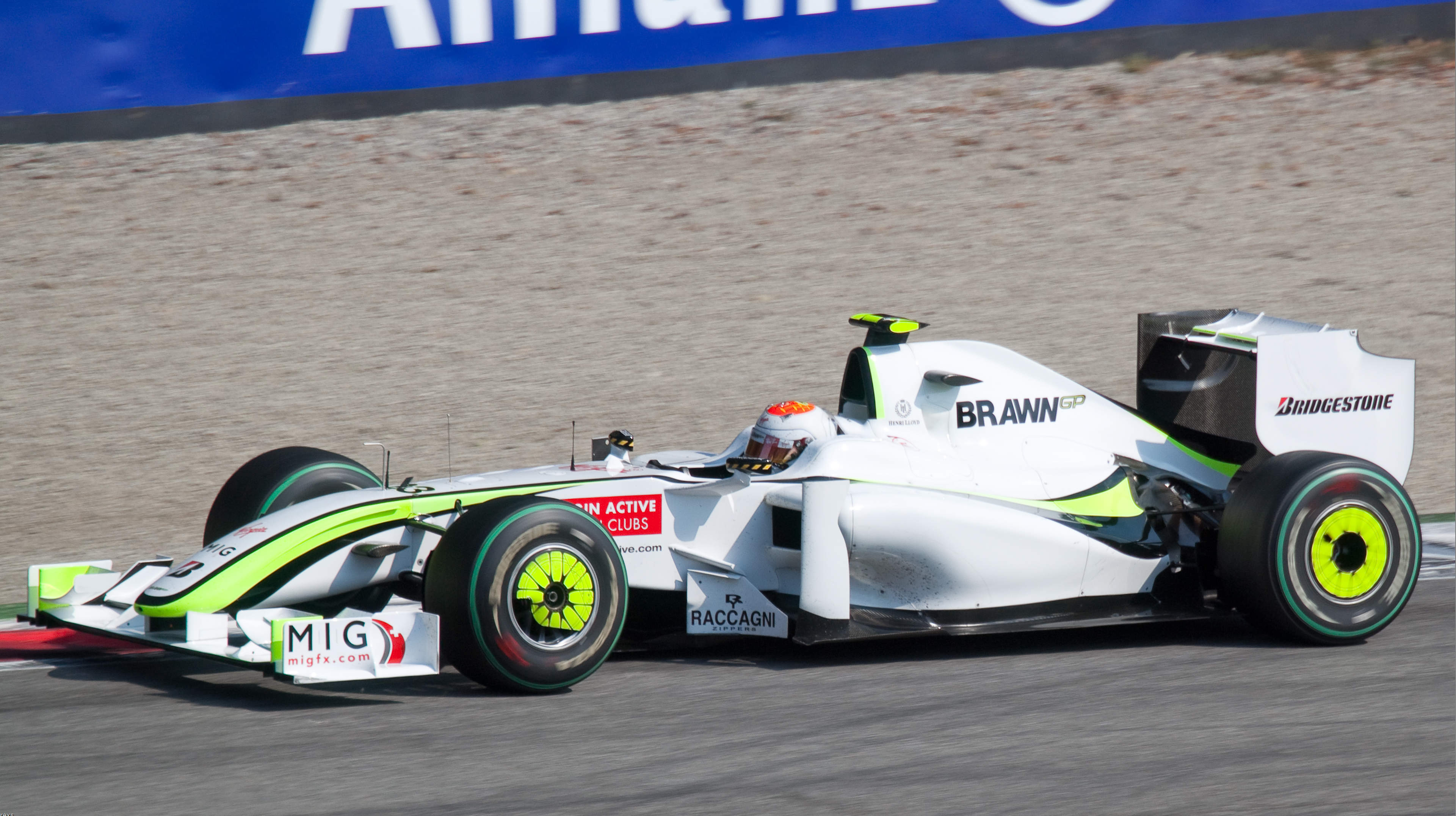
Rubens Barrichello durante il Gran Premio d'Italia del 2009

A Monza, la scuderia inglese tornò a centrare una doppietta, con Barrichello davanti a Button. Nella gara notturna di Singapore, le Brawn conquistarono 7 punti, con Button 5° e Barrichello 6°, mentre in Giappone Button terminò 8° e Rubens 7°. In Brasile la scuderia conquistò il titolo mondiale costruttori con una gara di anticipo, mentre Jenson Button si aggiudicò il titolo piloti, piazzandosi al 5º posto, mentre Barrichello arrivò ottavo. Ad Abu Dhabi, ultima prova stagionale, la Brawn conquistò il suo ultimo podio in Formula 1 con Button che giunse 3° e Barrichello 4°.

### Cessione a Mercedes-Benz
Il 16 novembre 2009 venne ufficializzato che il costruttore tedesco Mercedes-Benz, fornitore del motore della Brawn, in collaborazione con Aabar Investments aveva acquistato il 75% della scuderia per 170 milioni di dollari. Dalla stagione 2010 la scuderia avrebbe preso il nome di Mercedes GP; alla direzione sportiva rimase Ross Brawn, mentre i piloti delle monoposto cambiarono: alla prima guida, ufficializzata il 23 novembre 2009, il giovane e promettente Nico Rosberg (proveniente dalla Williams), affiancato dall'esperto compagno di squadra Michael Schumacher, al rientro nel circus dopo il ritiro del 2006.

## Risultati
| Anno | Vettura | Motore         | Gomme | Piloti      |   |   |   |   |   |   |     |   |   |    |   |     |   |   |   |   |   | Punti | Pos. |
| ---- | ------- | -------------- | ----- | ----------- | - | - | - | - | - | - | --- | - | - | -- | - | --- | - | - | - | - | - | ----- | ---- |
| 2009 | BGP 001 | FO 108W 2.4 V8 | B     | Button      | 1 | 1 | 3 | 1 | 1 | 1 | 1   | 6 | 5 | 7  | 7 | Rit | 2 | 5 | 8 | 5 | 3 | 172   | 1º   |
| 2009 | BGP 001 | FO 108W 2.4 V8 | B     | Barrichello | 2 | 5 | 4 | 5 | 2 | 2 | Rit | 3 | 6 | 10 | 1 | 7   | 1 | 6 | 7 | 8 | 4 | 172   | 1º   |

| Legenda | 1º posto     | 2º posto | 3º posto    | A punti         | Senza punti/Non class.  | Grassetto – Pole position Corsivo – Giro più veloce |
| Legenda | Squalificato | Ritirato | Non partito | Non qualificato | Solo prove/Terzo pilota | Grassetto – Pole position Corsivo – Giro più veloce |